# 戈尔西
戈尔西（法語：Gorcy，法語發音：[ɡɔʁsi]；戈姆方言：Gourcy）是法国默尔特-摩泽尔省的一个市镇，位于该省北部，属于布里埃区。

## 地理
戈尔西（49°32'5"N, 5°41'5"E）面积4.1 平方千米，位于法国大東部大區默尔特-摩泽尔省，该省份为法国东北部内陆省份，是洛林的一部分，北邻比利时、卢森堡，北起顺时针与摩泽尔省、下莱茵省、孚日省和默兹省接壤。
与戈尔西接壤的市镇（或旧市镇、城区）包括：米松、科讷和罗曼、维尔-乌德莱蒙。
戈尔西的时区为UTC+01:00、UTC+02:00（夏令时）。

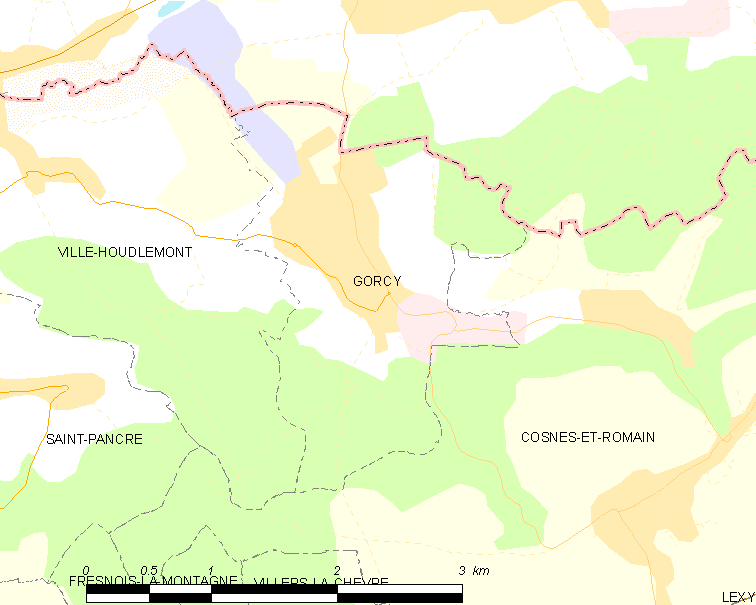
戈尔西的OSM定位图

## 行政
戈尔西的邮政编码为54730，INSEE市镇编码为54234。

## 政治
戈尔西所属的省级选区为蒙圣马丹县。

## 人口

1962-2008年间戈尔西人口变化图示

戈尔西于2022年1月1日时的人口数量为2968人。